# Aufklärungsgeschwader 103
Das Aufklärungsgeschwader 103 war ein Verband der Luftwaffe der Wehrmacht im Zweiten Weltkrieg.

## Aufstellung
Der Stab und die II. Gruppe entstanden am 5. Dezember 1944 auf dem Fliegerhorst Jüterbog-Damm (Lage) aus dem Stab und der II. Gruppe des Nahaufklärungsgeschwader 102. Die II. Gruppe setzte sich aus dem Stab und der 4. bis 6. Aufklärerstaffel zusammen.
Die I. Gruppe bildete sich am gleichen Tage in Perleberg (Lage) und hatte ihren Ursprung in der II. Gruppe des Fernaufklärungsgeschwaders 101. Die I. Gruppe verfügte über den Stab und die 1. bis 3. Aufklärerstaffel.

## Geschichte
Die beiden Gruppen des Geschwaders blieben während der gesamten Zeit ihres Bestehens auf ihren Heimatbasen stationiert und dienten der Ausbildung von Aufklärer-Besatzungen. Dazu bedienten sie sich Schulflugzeugen vom Typ Arado Ar 96, Bücker Bü 131, Bü 181, Junkers Ju 88, Ju 188, Messerschmitt Bf 109, Bf 110 und der Me 410. Es fanden keine Fronteinsätze statt.

## Kommandeure

### Geschwaderkommodore
| Dienstgrad | Name          | Zeit                               |
| ---------- | ------------- | ---------------------------------- |
| Major      | Erwin Fischer | 5. Dezember 1944 bis 10. März 1945 |

### Gruppenkommandeure
I. Gruppe
- Hauptmann Herbert Seidensticker, 5. Dezember 1944 bis 10. März 1945

II. Gruppe
- Major Kurt Scholz, 5. Dezember 1944 bis 10. März 1945